# یواس‌اس متیور (۱۸۱۹)
یواس‌اس متیور (۱۸۱۹) (به انگلیسی: USS Meteor (1819)) یک کشتی بود. این کشتی در سال ۱۸۱۹ ساخته شد.